# Droga krajowa B20 (Austria)
Droga krajowa B20 (Mariazeller Straße) – droga krajowa w Austrii. Jedno-jezdniowa arteria prowadzi ze stolicy Dolnej Austrii – St. Pölten na południe do Kapfenbergu. Arteria stanowi połączenie autostrady A1 z drogą ekspresową S6. Droga B20 – wraz z trasą S35 i autostradą A9 tworzy dogodne połączenie północy kraju z Grazem.